# Мері Різ
Мері Сьюзен Різ (англ. Susan Mary Rees; 31 липня 1953) — британська вчена-математик.  Почесний професор математики в Ліверпульському університеті з 2018 р., яка спеціалізується на дослідженні складних  динамічних систем.

## Біографія
Мері Різ народилася 31 липня 1953 року у Кембриджі. Після отримання диплома бакалавра в 1974 році і магістра в 1975 році в коледжі Св. Х'ю (Оксфорд) вона займалася дослідженнями з математики під керівництвом Білла Паррі в Університеті Уорвіка,  захистивши кандидатську дисертацію в 1978 році. Працювала в Інституті перспективних досліджень з 1978 р. до 1979 р.
Пізніше вона працювала в науково-дослідних інститутах і університеті Міннесоти. Після цього вона працювала в Ліверпульському університеті до виходу на пенсію. Вона стала професором математики в 2002 році і вийшла на пенсію у 2018 році почесним професором.
Мері Різ була удостоєна премії Уайтхеда Лондонського математичного товариства в 1988 році.
У 1990 році Мері Різ виступила з доповіддю на Міжнародному конгресі математиків.
Останніми роками більша частина роботи Різ була зосереджена на динаміці квадратичних раціональних карт; раціональні карти сфери Рімана другого ступеня, включаючи велику монографію. У 2004 році вона також представила альтернативні докази гіпотези про закінчення ламінації Терстона.

## Нагороди
В 2002 році Мері Різ отримала стипендію від Королівського товариства.

## Родина
Її батько Давид Різ був також видатним математиком, який працював на Enigma в Hut 6 у парку Блетчлі. Її сестра Сара Різ також є математиком.

## Публікації
- Mary Rees (2010) "Multiple equivalent matings with the aeroplane polynomial". Ergodic Theory and Dynamical Systems, pp. 20
- Mary Rees (2008) "William Parry FRS 1934–2006". Biographical Memoirs of the Royal Society, 54, pp. 229–243
- Mary Rees (2004) "Teichmuller distance is not $C^{2+\varepsilon }$". Proc London Math, 88, pp. 114–134
- Mary Rees (2003) "Views of Parameter Space: Topographer and Resident". Asterisque, 288, pp. 1–418
- Mary Rees (2002) "Teichmuller distance for analytically finite surfaces is $C^{2}$." Proc. London Math. Soc. 85 (2002) 686 – 716.,85, pp. 686–716